# John Djojo

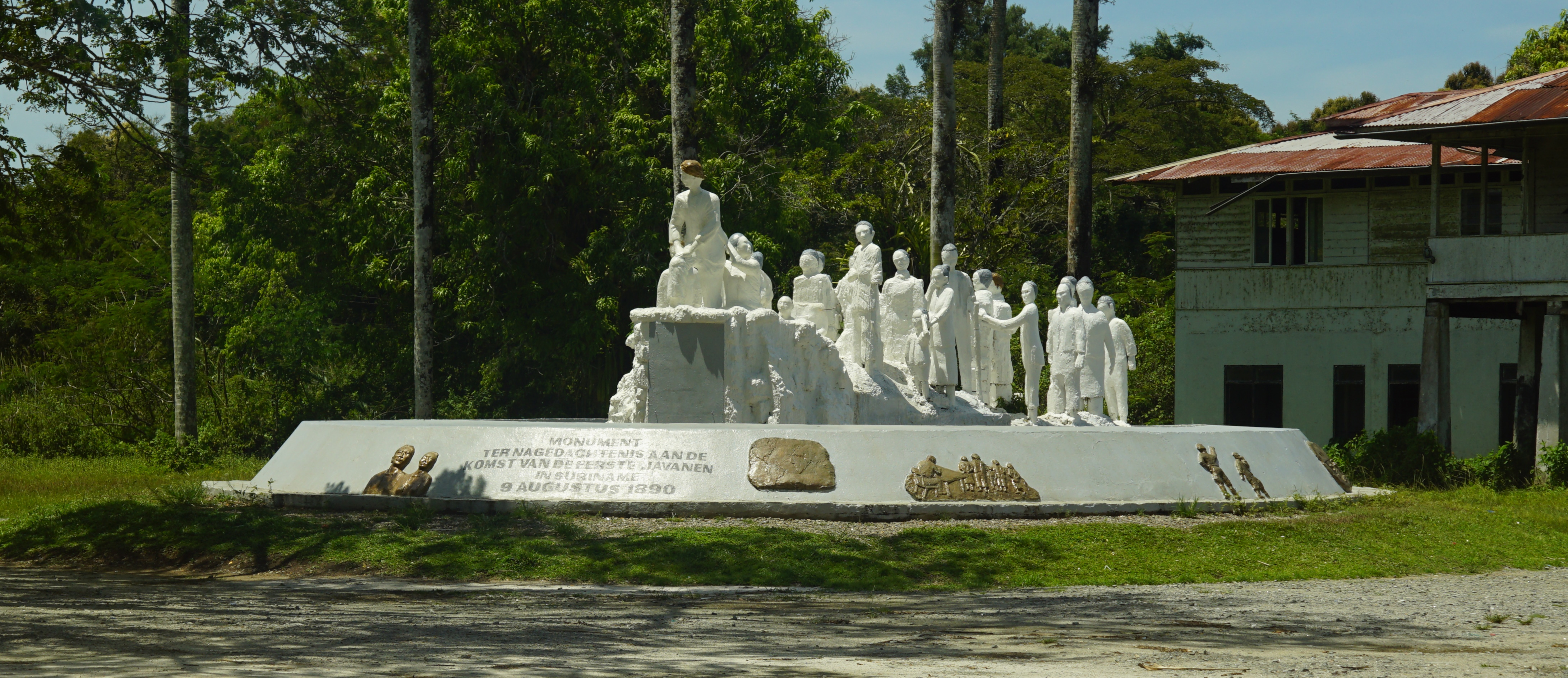
Monument 120 jaar Javaanse immigratie, 2010

John Djojo is een Surinaams beeldhouwer, kunstschilder en ontwerper. Hij maakte enkele grote monumenten.

## Biografie
John Djojo volgde de Akademie voor Beeldende Vorming Amersfoort, en slaagde in 1992 met een bachelorgraad voor beeldhouwen en ontwerp op de kunstacademie van Arnhem / faculteit Utrecht. Hij bouwt miniaturen sinds september 1980 en startte in januari 1982 zijn bedrijf Monumental Sculptures in Suriname.
In 1989 maakte het monument van 7 juni 1989 op de begraafplaats Rusthof over de SLM-ramp bij vliegveld Zanderij. Als naam van de kunstenaar werd Waka Tjopu opgegeven, wat de naam was van het kunstenaarscollectief dat in circa 1983/1984 werd opgericht door René Tosari. Djojo was hierbij aangesloten. Verder kwam het gehele werk, inclusief grafkelder, tot stand door een ingenieursbedrijf, twee aannemers en een constructiebedrijf. Djojo sloot zich later aan bij de Federation of Visual Artists in Suriname (FVAS).
Hij maakte twee Javaanse immigratiemonumenten. Het eerste was in 1990 in de vorm van een gunungan uit de wajang (schimmenspel) ter herinnering aan 100 jaar Javaanse immigratie. Het staat bij het toen nieuwe culturele centrum Sana Budaya in Paramaribo. Het tweede is een beeldengroep ui 2010 ter herinnering aan 120 jaar Javaanse immigratie in Mariënburg, Commewijne.
Op zijn Facebook-pagina maakt hij melding van ook nog zijn volgende kunstwerken:
- Millennium Monument in Lelydorp (circa 2000)
- Going Back Home-kunstwerk (1985) op de 18e Biennale van Sao Paulo, Brazilië
- Miniatuur van Iamgold van mijnen naar productie
- Oude munten voor De Surinaamsche Bank

John Djojo en Reinier Asmoredjo kwamen met hun gezamenlijke ontwerp in 2023 in de finale voor het ontwerp van het nationale slavernijmonument van Suriname. Toen ze in een openlijke brief hun beklag deden over de organisatie en de jurering werd de ontwerpwedstrijd gestaakt.